# Sergentomyia richardi
Sergentomyia richardi är en tvåvingeart som först beskrevs av Aimé Georges Parrot och Wanson 1946.  Sergentomyia richardi ingår i släktet Sergentomyia och familjen fjärilsmyggor.
Artens utbredningsområde är Kongo. Inga underarter finns listade i Catalogue of Life.